# Borghesischer Fechter

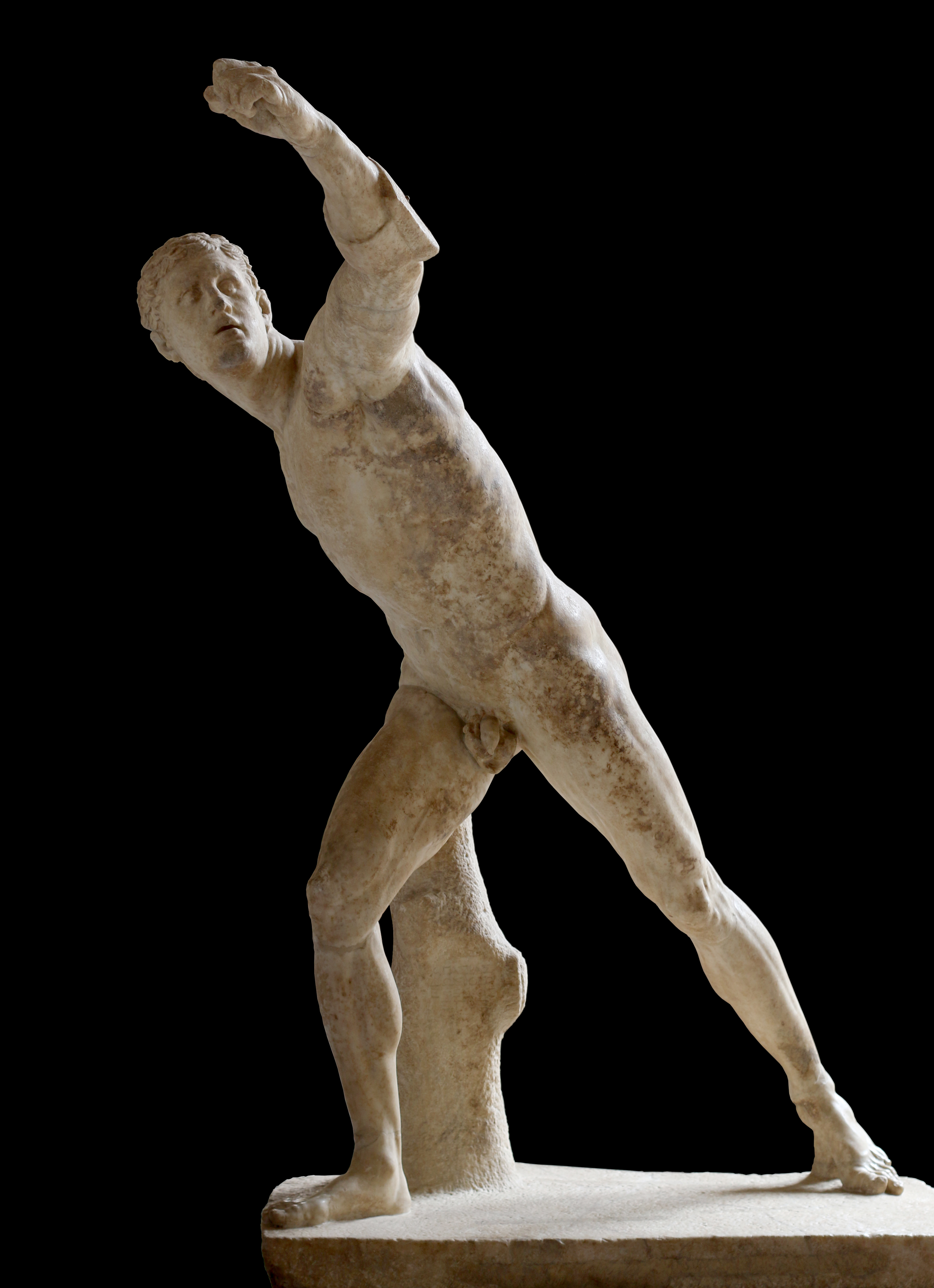
Borghesischer Fechter im Louvre

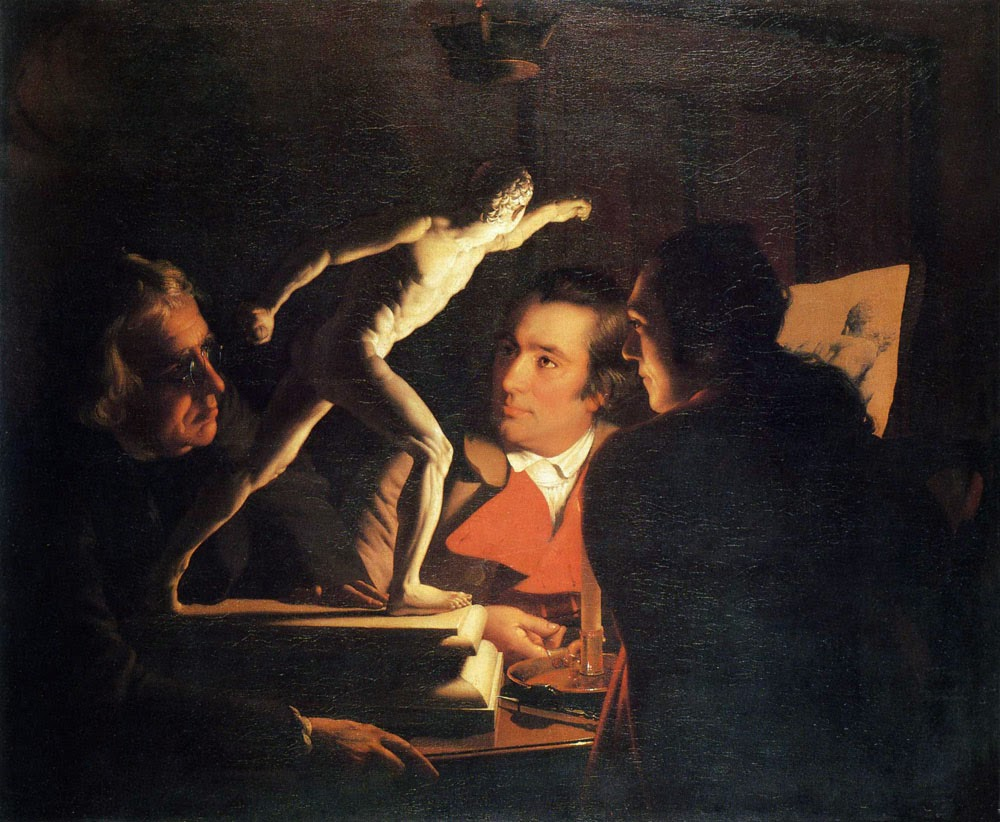
Joseph Wright of Derby: Drei Personen betrachten den Gladiator bei Kerzenlicht. 1765

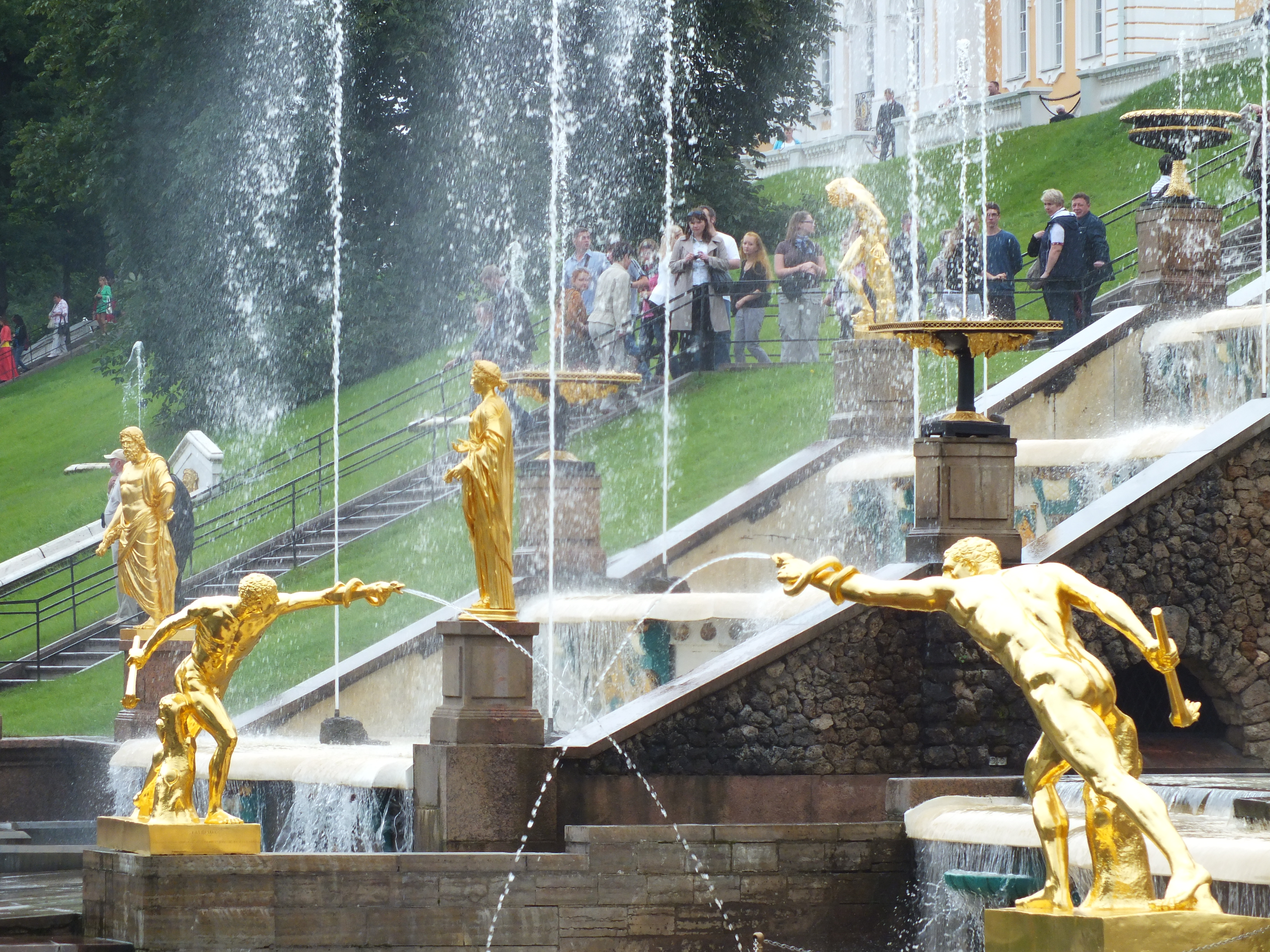
Borghesischer Fechter in Schloss Peterhof

Als Borghesischer Fechter, auch Borghese Gladiator, wird die antike lebensgroße Statue eines wahrscheinlich gegen einen Reiter ankämpfenden Kriegers bezeichnet. Die Statue wurde im ersten Jahrzehnt des 17. Jahrhunderts bei Ausgrabungen im Auftrag des Kardinals Scipione Borghese bei Porto d’Anzio – möglicherweise in den Überresten einer Villa des Nero – gefunden und befindet sich heute im Pariser Louvre. Es handelt sich um eine ca. 100 v. Chr. geschaffene Marmorkopie eines Bronzeoriginals aus dem 3. Jahrhundert v. Chr.
Der Borghesische Fechter war zur Zeit seiner Auffindung in 17 Teile zerbrochen und wurde 1611 von dem Bildhauer und Maler Nicolas Cordier restauriert. Im Jahr 1613 kam die Statue in die Villa Borghese in Rom. Sie stand dort in einem Erdgeschossraum, der nach dem Fechter benannt war, wurde aber 1807 von Camillo Borghese an Napoleon verkauft und mit anderen Kunstwerken in den Louvre gebracht.
Als Künstler nennt sich in der Inschrift Agasias aus Ephesos, Sohn des Dositheus. Die Skulptur wurde aufgrund alter Restaurierungen fälschlicherweise Gladiator genannt, sie stellt jedoch eher einen Schwertkämpfer, „Fechter“, dar, wobei Schwert und Schild am marmornen Original fehlen.

## Rezeption
Im Mirabellgarten in der Stadt Salzburg stehen zwei Nachbildungen der Borghesischen Fechter. Das innere Paar am Bosquet wurde 1689 von Andreas Götzinger, das äußere Paar von Michael Bernhard Mandl etwa um 1690 bis 1695 geschaffen. Im Schlosspark von Schloss Leopoldskron befindet sich als Nachbildung ein weiteres Paar.
Die Skulptur war im 18. Jahrhundert eine der am meisten bewunderten und kopierten Arbeiten der Antike. Ein Bronzenachguss in Originalgröße wurde für Charles I. von England angefertigt und befindet sich heute in Windsor Castle, ein weiterer von Hubert Le Sueur war das Kernstück des Parterres von Isaac de Cau in Wilton House, heute in Houghton House, Norfolk.
Weiterhin gibt es z. B. Nachgüsse in Petworth House und im „green court“ in Knole, im Schlosspark Lützschena und im Treppenhaus des Goethe-Anbaus der Herzogin Anna Amalia Bibliothek.
Fürst Wilhelm Malte I. zu Putbus beauftragte Carl August Mencke um 1820 zwei bronzenen Fechterfiguren nach dem Borghesischen Fechter für das Tor zum Schlosspark zu liefern.
Seit 1848 sind zwei Nachgüsse des Schwertkämpfers auf den Wächterhäuschen des Ehrenhofs von Schloss Charlottenburg in Berlin dokumentiert, seinerzeit mit Feigenblättern vor den Geschlechtsteilen. Wann diese fielen und welcher Künstler den Statuen aus Zink-Hohlguss Schwerter und Schilde ergänzte, ist ungeklärt.
In Sankt Petersburg stehen in Schloss Peterhof am Fuße der großen Kaskade zwei vergoldete Bronzestatuen des Borghesischen Fechters, aus deren linkem Arm jeweils eine Wasserfontäne in Richtung des anderen geschleudert wird.
Im 19. und Anfang des 20. Jahrhunderts waren Abgüsse der Figur sehr beliebt, meist jedoch in wohnzimmertauglichen Größen, wobei es zwei Varianten gibt, einmal die originalgetreue Wiedergabe der Figur – oft jedoch verschämt mit einem Feigenblatt vor dem Geschlecht – ohne Schwert und Schild und einmal deren Darstellung ergänzt durch diese zwei Attribute.
Die Statue zeichnet sich durch vortreffliche anatomische Durchbildung aus und wird häufig als Musterfigur für anatomische Studien benutzt. In Gottfried Kellers Künstlerroman Der grüne Heinrich ist dem Borghesischen Fechter ein Kapitel gewidmet. In dem Genrebild Atelierszene des Malers Johann Peter Hasenclever wird ein Abguss dieser Figur gezeigt.